# Rachel Komisarz
Rachel Komisarz (n. 5 decembrie 1976, Warren⁠(d), Michigan, SUA) este o înotătoare ce a reprezentat Statele Unite ale Americii, medaliată olimpică. A participat la o ediție a Jocurilor Olimpice (2004) în care a câștigat două medalii de aur și o medalie de argint.